# Megaceryle
Megaceryle is een geslacht van vogels uit de familie van de ijsvogels (Alcedinidae). De wetenschappelijke naam van het geslacht is voor het eerst geldig gepubliceerd in 1848 door Kaup.

## Soorten
De volgende soorten zijn bij het geslacht ingedeeld:
- Megaceryle alcyon – Bandijsvogel
- Megaceryle lugubris – Chinese reuzenijsvogel
- Megaceryle maxima – Afrikaanse reuzenijsvogel
- Megaceryle torquata – Amerikaanse reuzenijsvogel